# Altair 1A
Altair 1A – amerykański człon rakiet nośnych rodziny Scout. Używany w pierwszej połowie lat 60. XX wieku. Spalał stały materiał pędny – człon był jednocześnie komorą paliwową silnika. Używany około 24 razy. Zanotowano 1 awarię. Był modyfikacją członu Altair 1. Różnił się ulepszoną (wariant A) wersją silnika X-248.